# Consorzio per la tutela del Franciacorta
Il Consorzio per la tutela del Franciacorta è una società consortile che ha lo scopo di valorizzare e tutelare la crescente produzione vitivinicola del territorio franciacortino, nasce il 5 marzo 1990 a Corte Franca.
Trasferitosi nel 1993 nell’attuale sede di Erbusco, il Consorzio Franciacorta conta circa 200 soci.
Nel 1995 il logo consortile diventa l’unica identificazione del Franciacorta DOCG. Nel settembre dello stesso anno il Consorzio approva il disciplinare di produzione del Franciacorta DOCG.

## Uvaggio
È prodotto con uve Chardonnay e/o Pinot nero. È consentito anche l'uso del Pinot bianco fino ad un massimo del 50% dell'uvaggio.

## Tempi di produzione
Per produrre il Franciacorta non millesimato sono necessari tempi molto lunghi: a 7 mesi circa dalla vendemmia il vino base viene aggiunto dei lieviti e imbottigliato. Dovranno passare minimo 18 mesi di lenta rifermentazione in bottiglia a contatto con i lieviti prima di poter essere sottoposto alla sboccatura,  mentre per i Satén e i Rosé non millesimati i tempi si allungano fino a 24 mesi. Per i Franciacorta millesimati il periodo di affinamento sui lieviti minimo, come da Disciplinare, sale almeno a 30 mesi. Ci vorrà ancora più pazienza per chi vuole degustare un Franciacorta Riserva, che può essere immesso al consumo solo dopo 60 mesi di riposo a contatto coi lieviti per un tempo totale di 67 mesi dalla vandemmia. Sono ammesse le tipologie: Non dosato (Pas Dosé, Dosage Zèro, Nature, Pas Operé), Extra Brut, Brut, Extra Dry, Sec, DemiSec.

## Come si consuma
Il Franciacorta è ideale a tutto pasto: con le sue diverse tipologie di sapore è abbinabile a una gamma estremamente ampia di piatti e prodotti. Ogni tipologia possiede una sua spiccata personalità. Va servito nei calici Franciacorta a una temperatura di 8-10 °C.